# 사간원
사간원(司諫院)은 조선 시대 당시 임금과 조정 신하들의 하루 일과에 대한 간쟁(諫諍)·논박(論駁) 등을 기록하는 임무를 수행하던 기관으로, 지금의 감사원, 국가기록원, 방송통신위원회와 방송통신심의위원회의 일부 기능, 야당 성향 국회, 언론, 방송의 기능을 수행하였다. 
언론삼사(言論三司)의 하나로 간원(諫院) 또는 미원(薇院)이라고도 하였다. 
관원은 간관(諫官)이라고 하며, 사헌부의 관원인 대관(臺官)과 병칭해 대간(臺諫)이라 한다.

## 개설
국왕에 대한 간쟁(諫諍, 간절한 마음으로 윗사람에게 그의 옳지 못한 일을 말하여 잘못을 고치게 하는 것), 즉 왕이 행하는 정사에 대한 비평을 중심으로 신하들에 대한 탄핵, 그밖에 정치 문제에 관해 논하는 언론 기관의 역할을 담당하였으며, 왕권과 신권의 균형을 추구한 조선 정치철학의 특성상 중요한 기관으로 여겼다. 
관헌으로는 대사간(大司諫)·사간(司諫)·헌납(獻納) 등이 있었으며, 이들 관원을 6방(六房)으로 나누어 번(番)을 돌게 하고, 백관이나 각 도에 명령을 내릴 때는 먼저 사간원에서 이를 논의하여 부당한 것일 때는 철회하였다.
사헌부하고 사간원은 다같이 언론의 관(官)으로서 국가의 중요정책에 관하여 기필코 국왕의 뜻을 움직이려 하는 경우에는 대간 양사(臺諫兩司)가 합의한 의사로서 소위 “양사 합계”(兩司合啓)를 하기도 하며, 때로는 홍문관을 합하여 3사의 합계(合啓)까지 하는 일도 있었다. 
연산군 때 일시 폐지되었다가 중종반정 후 복귀하였다. 사간원은 국왕의 전제적인 권리를 제한하는 역할을 수행했다. 

## 구성
1402년(태종 2년) 문하부가 의정부로 흡수될 때 사간원으로 독립했다.
- 문관(경국대전 이후 기준)

| 품계  | 관직           | 정원 | 비고 |
| ----- | -------------- | ---- | ---- |
| 정3품 | 대사간(大司諫) | 1명  | -    |
| 종3품 | 사간(司諫)     | 1명  | -    |
| 정5품 | 헌납(獻納)     | 1명  | -    |
| 정6품 | 정언(正言)     | 2명  | -    |

이속(행정실무담당의 하급관리)으로 서리 21인(경국대전에서는 24인을 두었으나 속대전에서는 19인으로 감원했고 대전회통에서는 21인으로 증원), 창도(唱導) 14명(속대전에서 13명으로 조정)이 있었다.

## 청사
사간원 청사는 현재 국립현대미술관 서울관이 있는 서울특별시 종로구 경복궁 동편 자리에 있었다. 담장을 이웃하여 종친부 청사가 있었으며, 이 자리에 미술관이 재건축되기 전에는 국군기무사령부와 국군수도통합병원이 있었다.

## 같이 보기
- 삼사
  - 사헌부
  - 홍문관